# Hill-Rom
Hill-Rom Holdings, Inc. (conhecida como Hillrom) é uma fornecedora americana de tecnologia médica subsidiária da Baxter International.

## História
Hillrom é uma subsidiária integral da Hill-Rom Holdings, Inc., e era anteriormente parte das indústrias Hillenbrand até que essa empresa separou sua divisão de equipamentos médicos de seus outros negócios em 2008. Sua sede fica em Chicago, IL.
John Groetelaars é o presidente e CEO. Em 2019, a Hill-Rom rebatizou-se como Hillrom. A reformulação da marca enfatizou a transição da empresa da sua história de desenvolvimento de leitos hospitalares e dispositivos médicos, para um foco em produtos de saúde digitais e softwares que oferecem cuidados em toda a cadeia de saúde no mercado de saúde digital.
Em setembro de 2015, a Hillrom comprou a Welch Allyn Inc. A Hillrom continuou a usar a marca Welch Allyn para alguns de seus equipamentos de monitoramento e diagnóstico de pacientes.
Em 2018, a Hillrom atualizou seu modelo de leito de hospital para incluir os sensores de leito de sinais vitais da EarlySense, para monitorar os sinais vitais do paciente. Os sensores embutidos ficam embaixo do colchão e não são fixados no paciente. Eles verificam os sinais vitais 100 vezes por minuto e alertam os enfermeiros sobre qualquer problema possível.
Em abril de 2019, a Hillrom adquiriu a Voalte. A aquisição deu à Hillrom o controle de um sistema de atendimento conectado que fornece voz, alarme e comunicações de texto para 220.000 médicos em diferentes organizações de saúde. Voalte se tornou o ponto chave da linha de produtos da Hillrom Care Communications. Antes de mudar a marca, a Hillrom também desenvolveu e produziu equipamentos médicos com os nomes de suas aquisições anteriores: Welch Allyn, Mortara, Trumpf Medical, Allen Medical e Liko. Uma outra aquisição, a Aspen Surgical, foi vendida em 2019.
Em janeiro de 2020, a Hillrom adquiriu a Excel Medical Electronics, uma empresa de software de comunicação clínica. A Excel Medical expandiu as ofertas de saúde digital da Hillrom, com análise preditiva, e software que assimila dados do paciente em tempo real.
A cama Centrella da Hillrom ganhou o prêmio Stanley Caplan de Design Centrado no Usuário 2017. A Hillrom desenvolveu o leito após estudar pacientes em 29 unidades hospitalares. Em junho de 2020, a Hillrom lançou um produto de monitoramento remoto de sinais vitais para ajudar no tratamento da COVID. O dispositivo Welch Allyn Spot Vital Signs 4400 se conecta ao aplicativo Hillrom Connex para transmitir os dados do paciente com segurança aos médicos por meio de um telefone.
As equipes de desenvolvimento da Hillrom praticam a investigação contextual e um processo de imersão. Esse processo de desenvolvimento requer que eles passem certo tempo em campo para compreender a realidade da prática clínica, o fluxo de trabalho e a experiência do paciente.
Em 2020, a Hillrom adaptou seu sistema respiratório MetaNeb para ajudar no tratamento de pacientes com COVID-19. MetaNeb é normalmente usado em pacientes com pneumonia. Ele se conecta a um ventilador e ajuda a limpar os pulmões das secreções e de muco. Em abril de 2020, a  Atlanta’s Emory University  relatou o uso bem-sucedido do MetaNeb com pacientes com coronavírus em ventiladores.
Em setembro de 2021, a Baxter International anunciou que iria adquirir a Hillrom por $ 156/ação. A aquisição foi concluída em dezembro de 2021.

## Serviços
Comunicação do cuidado: A Hillrom fornece uma plataforma de comunicação segura que conecta profissionais de saúde aos pacientes. A plataforma usa chamadas de voz, notificações de alarme e alertas de texto.
Sistemas de suporte ao paciente: a Hillrom oferece diferentes produtos para apoiar o atendimento ao paciente, como camas inteligentes e elevadores de paciente.
Cuidados de primeira linha: Inclui uma gama diversificada de produtos usados por prestadores de cuidados de primeira linha para diagnosticar e gerenciar problemas de saúde do paciente, como ventiladores e sistemas de monitoramento de sinais vitais.
Soluções cirúrgicas: A empresa fornece uma linha de produtos cirúrgicos, incluindo fontes de luz, gyn / uro / pal,  mesas cirúrgicas e produtos ortopédicos e de coluna.